# ОАР на летних Олимпийских играх 1960
ОАР принимала участие в Летних Олимпийских играх 1960 года в Риме (Италия) в девятый раз за свою историю, и завоевала одну серебряную и одну бронзовую медали.

## 02!Серебро
- Греко-римская борьба, мужчины — Осман Эль-Сайед.

## 03!Бронза
- Бокс, мужчины — Абдель Манеим эль-Гуинди.

## Состав сборной
Академическая гребля
1. Мохамед Абдель Сами
2. Абдель Саттар Абдель Хадж
3. Абдель Фаттах Абу-Шанаб
4. Салех Ибрахим
5. Абдалла Гази
6. Ибрахим Махмуд
7. Абдель Мохсен Саад
8. Аббас Хамис
9. Таха Хассуба

 Бокс
1. Салах Шоквейр
2. Мусса Эль-Гелиди
3. Абедль Монейм Эль-Гинди
4. Сайед Эль-Нахас

 Борьба
Греко-римская борьба
1. Бен Али
2. Мустафа Хамиль Мансур
3. Камель Али Эль-Сайед
4. Осман Эль-Сайед

 Водное поло
1. Мохамед Азми
2. Мустафа Бакри
3. Дорри Абдель Кадер
4. Амин Абдель Рахман
5. Ибрагим Абдель Рахман
6. Абдель Азиз Халифа
7. Мохамед Абдель Хафиз
8. Мухтар Хуссейн Эль-Гамаль
9. Гамаль Эль-Назер
10. Абдель Азиз Эль-Шафей

 Конный спорт
1. Эльви Гази
2. Мохамед Селим Заки
3. Гамаль Харесс

 Лёгкая атлетика
1. Мустафа Абдель Кадер
2. Махмуд Аттер Абдель Фаттах

 Прыжки в воду
1. Ахмед Мохарран
2. Али Мохамед Мухиб
3. Мустафа Хассан

 Спортивная гимнастика
1. Исмаил Абдалла
2. Ахмед Иссам Аллам
3. Ахмед Гонейм
4. Ахмед Даккели
5. Абдель Варес Шарраф
6. Селим Эль-Сайед

 Стрельба
1. Хассан Моаффи
2. Хуссам Эль-Бадрави
3. Али Эль-Кашеф

 Тяжёлая атлетика
1. Хосни Аббас
2. Мохамед Али Абдель Керим
3. Мохамед Махмуд Ибрагим
4. Фаузи Расми
5. Абдель Хадр Эль-Туни
6. Амер Эль-Ханафи
7. Мустафа Эль-Шалакани

 Фехтование
1. Самех Абдель Рахман
2. Мустафа Сохейм
3. Ахмед Зейн Эль-Абидин
4. Фарид Эль-Ашмави
5. Мохамед Гамиль Эль-Калюби
6. Ахмед Эль-Хами Эль-Хуссейн

 Футбол
1. Раафат Аттия
2. Али Бадави
3. Хамди Бадави
4. Махмуд аль-Гохари
5. Якен Заки
6. Самир Котб
7. Набиль Носайр
8. Абду Ноши
9. Мохамед Рифай
10. Салех Селим
11. Тарик Селим
12. Адель Хекаль
13. Фати Али Хоршид
14. Морси Хуссейн
15. Алаа Эль-Хамули
16. Рифаат Эль-Фанагили
17. Мими Эль-Шербини
18. Амин Эль-Эснави